# Henri Isemborghs
Henri ou Hendrik Rik Isemborghs, né Henricus Victor Wouters le 30 janvier 1915 à Borgerhout (Anvers) en Belgique et mort le 9 mars 1973 à Louvain en Belgique, est un footballeur international belge qui joue au poste d'attaquant.

## Biographie
Né Henricus Victor Wouters, il change de nom et adopte le patronyme de son beau-père, lors du mariage de sa mère avec Franciscus Isenborghs en 1919.

### En club
Il évolue dans le club belge du Beerschot VAC. Il marque 240 buts en 296 matchs. et remporte deux Championnats de Belgique.

### En sélections nationales
En tant qu'attaquant, il est international belge à seize reprises pour huit buts.
Il débute en sélection nationale contre les Pays-Bas en 1935. Il inscrit un but dans les éliminatoires de la Coupe du monde de football 1938, contre les Pays-Bas (1-1, but à la 19e minute), de plus il participa à la Coupe du monde de football 1938, en France. Il inscrit un but à la 38e minute contre le pays hôte, n'empêchant pas la défaite belge sur le score de 3 buts à 1. 
Son dernier match international en 1939 se conclut par un match nul contre la Pologne.

## Statistiques

### Buts internationaux
- Il marque premier et unique but à la 38e minute en huitièmes de finale face à la France (défaite, 3-1)

## Palmarès
- Championnat de Belgique de football
  - Champion en 1938 et en 1939
  - Vice-champion en 1937

### Distinctions personnelles
- Meilleur buteur de sa sélection durant la Coupe du monde de football en 1938 avec (un but)